# Bakkestilkaks
Bakkestilkaks (Brachypodium pinnatum), også skrevet Bakke-Stilkaks, er en 45-100 cm høj græsart, der vokser på tørre bakker og skrænter.

## Beskrivelse
Bakkestilkaks er en flerårig, urteagtig græsart med en tuedannende og efterhånden også fladedækkende vækst. Stråene er uforgrenede og hårløse. Bladene er hårløse eller svagt behårede, oprette og linjeformede med indrullet rand. Bladranden bærer fine hår. Oversiden er mat og ru at føle på. Begge bladsider er gulgrønne til olivengrønne.
Blomstringen foregår i juni-juli, hvor man finder de reducerede blomster samlet i småaks, der tilsammen danner en endestillet klase af aks. Småaksene er smalt aflange til næsten cylindriske, og de sidder spredt på to modsatstillede sider af stænglen. Dækbladene er tilspidsede med kort stak. Frøene er nødder.
Rodsystemet består af tynde, skælklædte jordstængler og trævlede rødder.
Højde x bredde og årlig tilvækst: 1,00 x 0,25 m (100 x 25 cm/år), heri ikke medregnet planter fra rodskud. Disse mål kan fx bruges til beregning af planteafstande, når arten anvendes som kulturplante.

## Voksested
Det naturlige udbredelsesområde dækker Nordafrika, Mellemøsten, Kaukasus, Centralasien, Sibirien, Østasien og det sydlige og mellemste Europa. Arten er desuden naturaliseret i Nordamerika. I Danmark findes arten kun på Øerne og i Nordjylland, hvor den tilmed er temmelig sjælden. Den er knyttet til lysåbne voksesteder med en varm og tør, kvælstoffattig, men kalkrig jord. Derfor kan den findes i overdrev på sydvendte bakker og skrænter.
I en lys fyrreskov ved Storsund på Gotland findes arten sammen med bl.a. linnæa, blodrød storkenæb, enghavre, ensidig vintergrøn, farvemysike, fingerstar, grønlig vintergrøn, nikkende flitteraks, rederod, rød hullæbe, skovgøgeurt, skovkohvede, skærmblomstret vintergrøn, smalbladet klokke, snylterod, sværdskovlilje, tyndakset gøgeurt og ægbladet fliglæbe
| Portal | Portal:Botanik |

## Note
1. ↑  Stortur til Gotland den 1 – 8 juli 2001 i Gjerfuglen, 2002, 36, 1 side 27-35